# Józef Antoni Poniatowski

Blasón del Príncipe Józef Antoni Poniatowski.

Józef Antoni Poniatowski (7 de mayo de 1763 - 19 de octubre de 1813) fue un aristócrata y militar polaco, uno de los mariscales imperiales de Napoleón Bonaparte.

## Biografía

### Juventud en Austria
El Príncipe Józef Antoni Poniatowski nació en Viena, Austria. Su padre, Andrzej Poniatowski, fue un mariscal al servicio de Austria y hermano del último rey de Polonia Estanislao II Augusto Poniatowski. Su madre, la condesa Teresa Kinsky, era de familia checo-austriaca y dama de la corte de María Teresa. El padre de Józef murió cuando este tenía diez años. Estanislao II se convirtió entonces en su protector, lo que dio origen a una gran amistad que duró toda la vida. Józef se crio en Viena, pero también pasó algún tiempo en Praga y en Varsovia con su tío. Como aristócrata del ancien regime, aprendió francés, polaco y alemán. Desde su niñez, el príncipe fue entrenado para el servicio militar, pero también aprendió a tocar instrumentos musicales, como el piano (incluso llevaba uno con él en sus campañas militares). Bajo la influencia de Estanislao II, Poniatowski desarrolló su condición de polaco, aunque no se alistó en el ejército nacional hasta los 26 años. Representó al rey polaco en el funeral de María Teresa. En 1787, viajó con Estanislao II a Kanio y Kiev, donde conoció a Catalina II de Rusia.

### Carrera militar
Poniatowski recibió una comisión en el ejército austriaco cuando tenía 17 años. En 1788, fue ascendido a coronel y, en ese año, en la guerra contra Turquía, fue ayudante del Emperador José II de Habsburgo. Poniatowski fue laureado en la captura de la ciudad de Sabac, en la que sufrió graves heridas. En esta batalla, Poniatowski salvó la vida de su colega Carlos Felipe de Schwarzenberg. Posteriormente, estos dos hombres fueron tanto aliados como enemigos, hasta que Schwarzenberg dio el golpe final en Leipzig.

### Al servicio de Polonia
Llamado por su tío y por el Sejm, se le propuso a Poniatowski que se enrolara en el ejército polaco. Estanislao II había pedido este favor al ejército austriaco, pero todo dependía de su sobrino. Poniatowski se mostró de acuerdo y, al mismo tiempo que Tadeusz Kościuszko y otros tres, fue nombrado general y recibió el mando de una división en Ucrania. Desde entonces, se dedicó a mejorar el estado del ejército de la República de las Dos Naciones.
Este periodo Sejm de Cuatro Años terminó con la proclamación de la Constitución del 3 de mayo en 1791. Poniatowski fue un gran entusiasta de estas reformas, como miembro de la Asociación de Amigos de la Constitución. La Constitución del 3 de mayo se debió parcialmente a los esfuerzos del príncipe; sus soldados rodearon la Zamek Królewski, y el príncipe estaba dentro del cuarto con más soldados.
El 6 de mayo de 1792, Poniatowski recibió el mando del ejército polaco en Ucrania, con la misión de defender el país de un ataque ruso. Poniatowski, ayudado por Kościuszko y Michał Wielhorski, un amigo de los días de servicio a Austria, demostró una gran habilidad. Las fuerzas rusas eran más numerosas y tenían más artillería en cada encuentro, por lo que Poniatowski tenía que retirarse cada vez. Con todo, obligó a los rusos a pelear en cada avance y logró algunas victorias. El 18 de julio, la Batalla de Zieleńce fue la primera victoria del ejército polaco desde la época de Juan III Sobieski. Cuando Pontiatowski notó que una de las columnas polacas estaba fallando, intervino personalmente en la lucha de sus soldados, algo que se volvió costumbre. 
Estanislao II Augusto celebró la victoria y para conmemorar la ocasión creó la famosa Orden de Virtuti Militari. Los primeros soldados en recibir esta nueva condecoración fueron Poniatowski y Kościuszko, pero este entusiasmo resultó prematuro. Kościuszko defendió el río Bug en la Batalla de Dubienka durante cinco días contra un ejército ruso, cuatro veces superior al polaco.
Finalmente, los polacos se estaban reuniendo en Varsovia para una batalla final, cuando un mensajero informó a los comandantes que Estanislao II había accedido a la voluntad de la Confederación de Targowica y sus aliados rusos. El ejército polaco recibió la orden de terminar las hostilidades. El ejército siguió fiel a Poniatowski, y se ofreció para derribar el gobierno en su nombre. Después de varias órdenes contradictorias, Poniatowski se decidió en contra de un golpe de Estado. Deprimido, Poniatowski intentó morir en una escaramuza en Markuszew el 26 de julio, pero fue salvado por sus soldados. Después de una protesta inútil, Poniatowski y la mayoría de los generales polacos renunciaron y se fueron del ejército, ignorando las súplicas del rey.
En un gesto de despedida, los soldados del Príncipe Józef demostraron su gratitud acuñando una medalla conmemorativa, y hasta mandaron cartas de agradecimiento a la madre del príncipe. Poniatowski regresó a Viena, donde retó en duelo al líder de la Confederación de Targowica, Szczęsny Potocki. Las autoridades rusas no querían que el príncipe estuviera tan cerca de Polonia, y el timorato rey Estanislao II pidió que su sobrino se alejase más. Poniatowski cumplió con el deseo de su tío y viajó a la Europa Occidental, una región traumatizada por la violencia de la Revolución francesa.
La Guerra en defensa de la Constitución acabó en la Segunda Partición de Polonia. Fue el resultado de cuarenta años de guerra (empezó en 1792) intentando mantener la independencia de Polonia.

### La insurrección de Kościuszko y la vida tranquila
En el verano de 1794, Estanislao II le escribió a su sobrino pidiendo que viniera a Polonia para ayudar a Kościuszko en la insurrección. Sin mucho entusiasmo, Poniatowski regresó con Wielhorski y se presentó en la base de Kościuszko en Jędrzejów el 27 de mayo. Kościuszko solicitó que Poniatowski recibiera el mando de la división en Lituania, donde Kościuszko estaba tratando de minar el poder del líder Jakub Jasiński, pero Poniatowski prefirió estar cerca de su tío. En su lugar, Poniatowski recomendó a Wielhorski, y Naczelnik le dio el mando. 
Poniatowski participó en el combate cerca de Varsovia, como comandante de una división en una batalla en Blonie del 7 al 10 de julio y mandaba una división en el combate de Marymont el 26 julio contra Prusia. Durante el sitio prusiano de la ciudad, el comandante Estanislao Mokronowski fue obligado a ir a Lituania para reemplazar a Wielhorski, y Poniatowski recibió el mando para defender la ciudad.
Para Poniatowski, la mejor defensa era un buen ataque, y en una serie de enfrentamientos ocurridos entre el 5 y el 10 de agosto, se apoderó de la región Góry Szwedzkie, pero la perdió después del contraataque prusiano. Tratando de recuperar el territorio cedido, Poniatowski fue herido y perdió su caballo. En una serie de ataques en octubre, sus pocos soldados pararon a los prusianos en el río Bzura durante suficiente tiempo para que el ejército de Jan Henryk Dąbrowski se retirara detrás de las defensas de Varsovia.
Aunque las fuerzas polacas lucharon valientemente, la insurrección falló. Después de que los rusos capturaran a Kościuszko en la Batalla de Maciejowice, estalló la lucha por el poder entre varios generales. Hugo Kołłątaj, Dąbrowski y Józef Zajączek lucharon por el control del ejército, desestabilizando la situación. A Poniatowski no le gustó esta falta de cooperación, ni a los radicales de Kołłątaj, resultando en una alianza con sus compatriotas.
Con la renuncia de Varsovia en noviembre, la insurrección fracasó completamente, y Polonia dejó de existir como Estado durante más de un siglo. Poniatowski se quedó un tiempo en Varsovia, aunque sus tierras fueron confiscadas, y rechazó una comisión en el ejército ruso. Incapaz de tolerar las condiciones de lealtad que los rusos querían ímponerle, se fue de Varsovia y regresó a Viena. El fracaso de Kościuszko derivó en la última partición de Polonia.
En 1796, Catalina II murió, y su hijo, el Zar Pablo I de Rusia, le devolvió a Poniatowski sus tierras y trató de reclutar los servicios del príncipe polaco. Poniatowski le dijo que, debido a las heridas de sus batallas anteriores, estaba mal de salud y no podía seguir en la carrera militar. 
En 1798, su tío Estanislao II falleció en San Petersburgo. Poniatowski se fue de Viena para el funeral, y se encargó de organizar el legado del rey difunto, asegurando su herencia y terminando las obligaciones de su tío. Se quedó en Varsovia varios meses, y como tenía buenas relaciones con Pablo I y su corte, regresó a sus propiedades en Varsovia y Jabłonna.
Poniatowski llevó hasta 1806 una vida privada y tranquila, de fiestas, bailes y juego, manteniéndose lejos de la política y causando escándalo con su comportamiento y el de sus amigos. Su hogar fue administrado por Henrietta Vauban, una señora mayor y estricta que trajo de Viena y que influyó mucho en el príncipe. Siempre popular con las mujeres, el príncipe nunca se casó. Tuvo dos hijos con dos de su amantes solteras, la más importante de estas dos fue Zofia Czosnowska de la familia Potocki, madre del hijo menor, Karol Józef Poniatowski.
Las residencias de Poniatowski fueron abiertas para varias personalidades, y desde 1801, el futuro Luis XVIII de Francia, hermano de Luis XVI, vivió con su familia y su corte como huéspedes de Poniatowski durante varios años en el Palacio Łazienki.
En 1802, al presentarse varios problemas legales por causa de la sucesión de Estanislao II, Poniatowski hizo un viaje a Berlín. En esta visita a la capital de Prusia mantuvo relaciones cordiales con la familia real de Prusia, los Hohenzollern.

### Al servicio de Napoleón

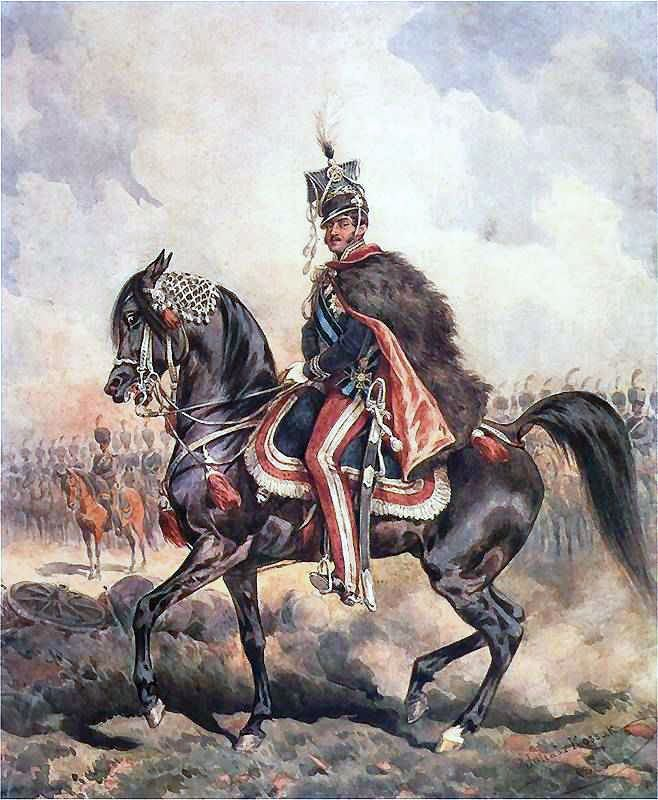
Príncipe Józef Poniatowski, Comandante en Jefe de las fuerzas del Gran Ducado de Varsovia, por Juliusz Kossak.

Después de la victoria de Napoleón en la Batalla de Jena y la expulsión de Prusia de los territorios polacos, el rey de Prusia Federico Guillermo III pidió que Poniatowski gobernara Varsovia. Poniatowski decidió aceptar esta petición del rey y asumió el mando de la ciudad, de la guardia municipal y la milicia local. Esto le convirtió en una autoridad provisional polaca, que brindó nuevas oportunidades a los polacos.
A finales de año, Joaquín Murat y su ejército entraron en la ciudad, y Poniatowski fue obligado a definir su papel en la nueva realidad política. Recibió la ayuda de Murat, con quien estableció amistad, y de Józef Wybicki, que abogó en favor de la cooperación del príncipe. Después de largas negociaciones, Poniatowski fue nombrado jefe de las fuerzas militares y del Ministerio de Guerra por las autoridades francesas. Esto fue una sorpresa, porque los comandantes Dąbrowski y Zajączek habían servido a Napoleón mientras que Poniatowski estaba inactivo. El 14 de enero de 1807, por orden del Emperador se creó la Comisión Gubernamental de Varsovia bajo el mando de Stanisław Małachowski, y dentro de la estructura de esa organización, Poniatowski fue nombrado Director del Departamento de Guerra con autoridad para restablecer el ejército polaco.
En julio de 1807, se fundó el Gran Ducado de Varsovia. Poniatowski recibió el título de Ministro de Guerra, pero Napoleón no confiaba en él todavía. Davout fue el comandante del ejército en este territorio hasta el verano de 1808. Poniatowski recibió oficialmente el mando del ejército el 21 de marzo de 1809. 
Poniatowski dedicó sus energías al restablecimiento de un nuevo ejército abiertamente polaco. El ejército del Ducado existía y operaba bajo circunstancias difíciles, y sus triunfos y existencia dependían de las habilidades marciales y políticas de su comandante. Nunca tenían suficientes medios, y la mayoría del los batallones estaban bajo el mando de Napoleón. Por esta razón, Poniatowski solo dispuso de un ejército pequeño en la guerra de 1809.
En el verano de 1809, Poniatowski mandaba su ejército en la invasión de Austria. Las fuerzas austriacas estaban al mando de Archiduque Fernando Carlos de Austria-Este y fueron consideradas como un elemento crucial en la lucha de Austria contra la Francia napoleónica. En la encarnizada Batalla de Raszyn, cerca de Varsovia, Poniatowski logró un empate con las fuerzas austriacas, que eran el doble de las polacas. Lo consiguió mediante un ataque de bayoneta en el que Poniatowski peleó personalmente. 
Después de esta batalla, Poniatowski desistió de defender Varsovia y retiró a sus soldados a la orilla oriental del río Vístula, al pueblo fortificado de Praga. Una fuerza austriaca atacó, pero fue derrotada en Grochowo el 26 de abril. Otra división que cruzó el Vístula trató de atacar a los polacos, pero fue vencida el 2 de mayo en Góra Kalwaria en un ataque espectacular bajo el mando del General Michał Sokolnicki. El Archiduque Fernando hizo varios intentos más para derrotar a los polacos, pero no logró nada. Estos fallos dejaron la iniciativa en las manos de Poniatowski.
Manteniéndose cerca del Vístula, Poniatowski avanzó con su ejército hacia el sur, asegurándose el control de la situación y conquistando Galicia, región de Polonia que había quedado bajo dominio de Austria después de la partición. En el mes de mayo, tomó los fuertes de Lublin, Sandomierz, Zamość y Leópolis. Fernando Carlos se vio obligado a abandonar Varsovia. El 18 de junio recuperó Sandomierz.
Pero este esfuerzo fue inútil. El 5 de julio, Poniatowski estaba dirigiendo sus tropas en una nueva campaña hacia la ciudad de Cracovia. Llegó a la ciudad el 15 de julio y observó que las fuerzas austriacas querían entregar la ciudad a los rusos. Poniatowski no iba a renunciar al premio de esta campaña por una simple cuestión de diferencia numérica en los efectivos. Cuando un grupo de húsares rusos trataban de bloquear un puente que él necesitaba para entrar en la ciudad, Poniatowski lanzó con su caballo un ataque solo y audaz, echando a varios al río y aterrorizando a los demás.
La mayoría de las conquistas de Poniatowski, con la excepción de la región de Leópolis, fueron incorporadas al Ducado en el tratado de paz de 14 de octubre de 1809. Poniatowski, el héroe del Ducado, se mantuvo en Cracovia supervisando la ciudad y la provincia de Galicia, sirviendo su presencia para que la ciudad no volviera a manos de Austria.
El término de la campaña de 1809 fue el punto álgido de la carrera de Poniatowski, y la única campaña triunfal de los polacos desde que Juan III Sobieski viniera al rescate de Viena en 1683, y la victoria de Józef Piłsudski contra los bolcheviques en 1920.

### La campaña rusa

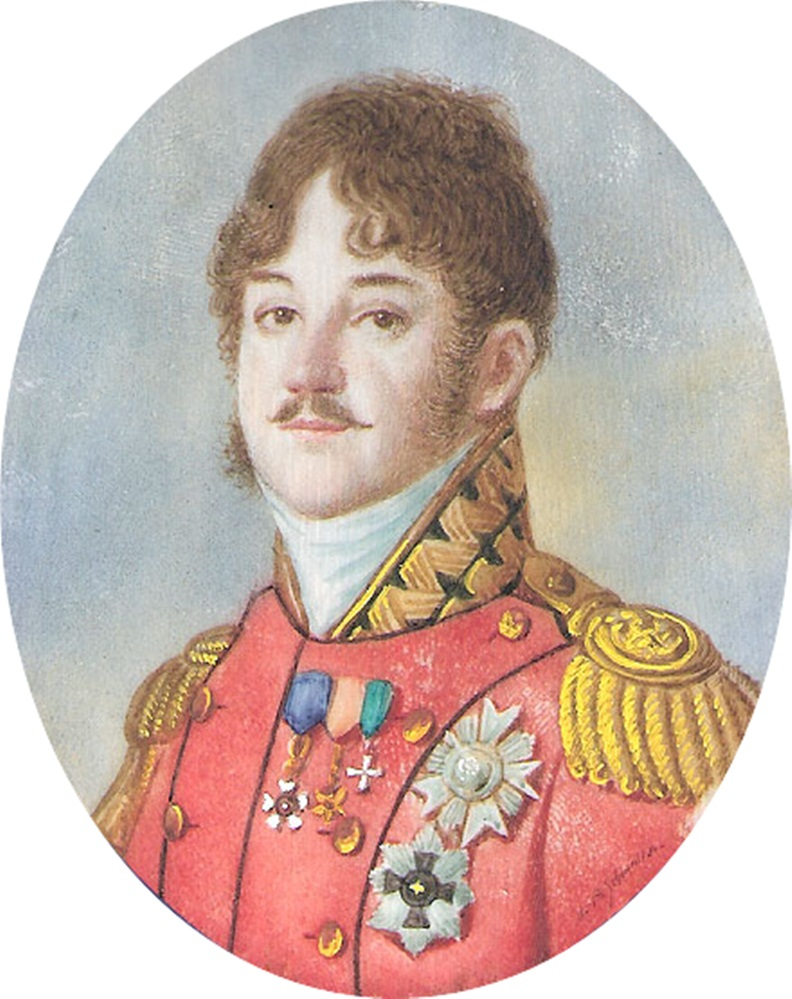
Józef Poniatowski.

En abril de 1811, Poniatowski fue a París como representante del rey de Sajonia y duque de Varsovia Federico Augusto I para el bautismo del hijo de Napoleón. Se quedó cuatro meses y trabajó con el Emperador y sus generales en los planes para la campaña en Rusia. Trató de convencer a Napoleón de que la ruta sur, por Ucrania, sería mejor porque el clima era más caluroso, los polacos sostendrían la invasión y habría la posibilidad de que los turcos también actuaran en contra de Rusia. Napoleón rechazó esta idea y el escenario secundario, según el cual Poniatowski marcharía solo con sus soldados para provocar una insurrección polaca en la región. No obstante, Poniatowski recibió el mando de casi 100 000 soldados polacos para la expedición a Moscú. Fue el más grande esfuerzo polaco hasta el siglo XX, el V Cuerpo de la Grande Armée.
El periodo inicial de la ofensiva, cuando Poniatowski estaba a las órdenes de Jerónimo Bonaparte, fue poco productiivo, pero después de que el hermano de Napoleón se fuera, Poniatowski pasó a ser el comandante de la división derecha de la Grande Armée. Peleando con las fuerzas de vanguardia, Poniatowski se distinguió en varias escaramuzas. El 17 de agosto, mandó el V Cuerpo en el ataque contra Smolensk. El 7 de septiembre, en la Batalla de Borodinó, sobre el Monte Utitza, la batalla se decidió cuando el príncipe se lanzó a la primera línea y sus soldados respondieron.
Siete días después de esa sangrienta batalla, el V Cuerpo fue el primero en entrar en Moscú. Pero el final estaba cerca. Poniatowski, en contra de su maestro imperial, ya estaba convencido de que la campaña estaba condenada al fracaso. El V Cuerpo participó en las batallas de Chírikovo el 29 de septiembre y en la Batalla de Tarútino, en cual Poniatowski rescató a su viejo amigo Murat de una derrota total a manos del general ruso Mijaíl Kutúzov.
En la retirada de Rusia, Poniatowski protegió la retaguardia del ejército y fue herido gravemente en un encuentro con fuerzas rusas en Viazma el 29 de octubre. Trató de seguir en servicio, pero el 3 de noviembre se vio obligado a ceder el mando del ejército. Siguió a sus soldados en un carruaje con dos ‘’ayudantes de campo’’. Poniatowski casi fue capturado por los rusos cuando los sobrevivientes de la Grande Armée se vieron envueltos en la Batalla del Berézina, pero el 12 de diciembre alcanzó la seguridad de Varsovia.

### La campaña alemana y la muerte heroica
Después de la retirada desastrosa de la "Grande Armée", y todavía recuperándose de las heridas que había sufrido en Viazma, Poniatowski se dedicó a reconstruir el ejército que había sido diezmado en la campaña rusa. En este tiempo, muchos líderes polacos decidieron que era más conveniente abandonar al emperador francés, pero Poniatowski rechazó este cambio de opinión y siguió fiel a Napoleón, ignorando a Alejandro I cuando le ofreció amnistía y cooperación con los polacos.
Aunque el nuevo ejército todavía no estaba completo, Poniatowski sacó a sus tropas de Varsovia el 5 de febrero, antes de que los rusos entraran en la ciudad. Sin objeto inmediato, los batallones polacos marcharon hasta que alcanzaron Cracovia, donde se quedaron varias semanas preparándose para la última batalla. El 7 de mayo, con los rusos acercándose más, Poniatowski abandonó Cracovia y marchó hacia Bohemia. Designado como el VIII Cuerpo, protegieron los pasos de Bohemia y defendieron la orilla izquierda del río Elba. Las fuerzas totales de Poniatowski en este último esfuerzo eran 22.000 efectivos, incluyendo una brigada bajo el mando de Dąbrowski.
El VIII Cuerpo peleó varias batallas venturosas, en Löbau el 9 de septiembre y en Zedtlitz el 10 de octubre. En Zedtlitz, Poniatowski participó personalmente en el ataque de caballería que derrotó al General Pahlen cuando trataba de parar el movimiento hacia Leipzig. El 12 de octubre, cuando Poniatowski estaba sentándose con Murat para desayunar, fueron sorprendidos por batallones enemigos. Poniatowski otra vez dirigió el ataque de la caballería. Recibió una herida superficial, pero salvó la situación.
Como recompensa por sus servicios extraordinarios, el 16 de octubre Napoleón le concedió el título de Mariscal de Francia. Ese mismo día, empezó la desastrosa Batalla de Leipzig. Tras la derrota, Napoleón le asignó la dura tarea de defender la retirada del ejército francés. Defendió Leipzig en condiciones imposibles, aunque perdió la mitad del VIII Cuerpo. Retirándose poco a poco, Poniatowski trató de alcanzar el río Elster Blanco. Desafortunadamente, en la confusión general de la batalla, el puente fue destruido antes de que pudiera alcanzarlo. Luchando a cada paso, Poniatowski no se rindió, aunque tenía a su espalda el río y no había forma de escapar. Cubierto de heridas, se tiró al agua para tratar de cruzar el río, muriendo en el intento.

### Legado

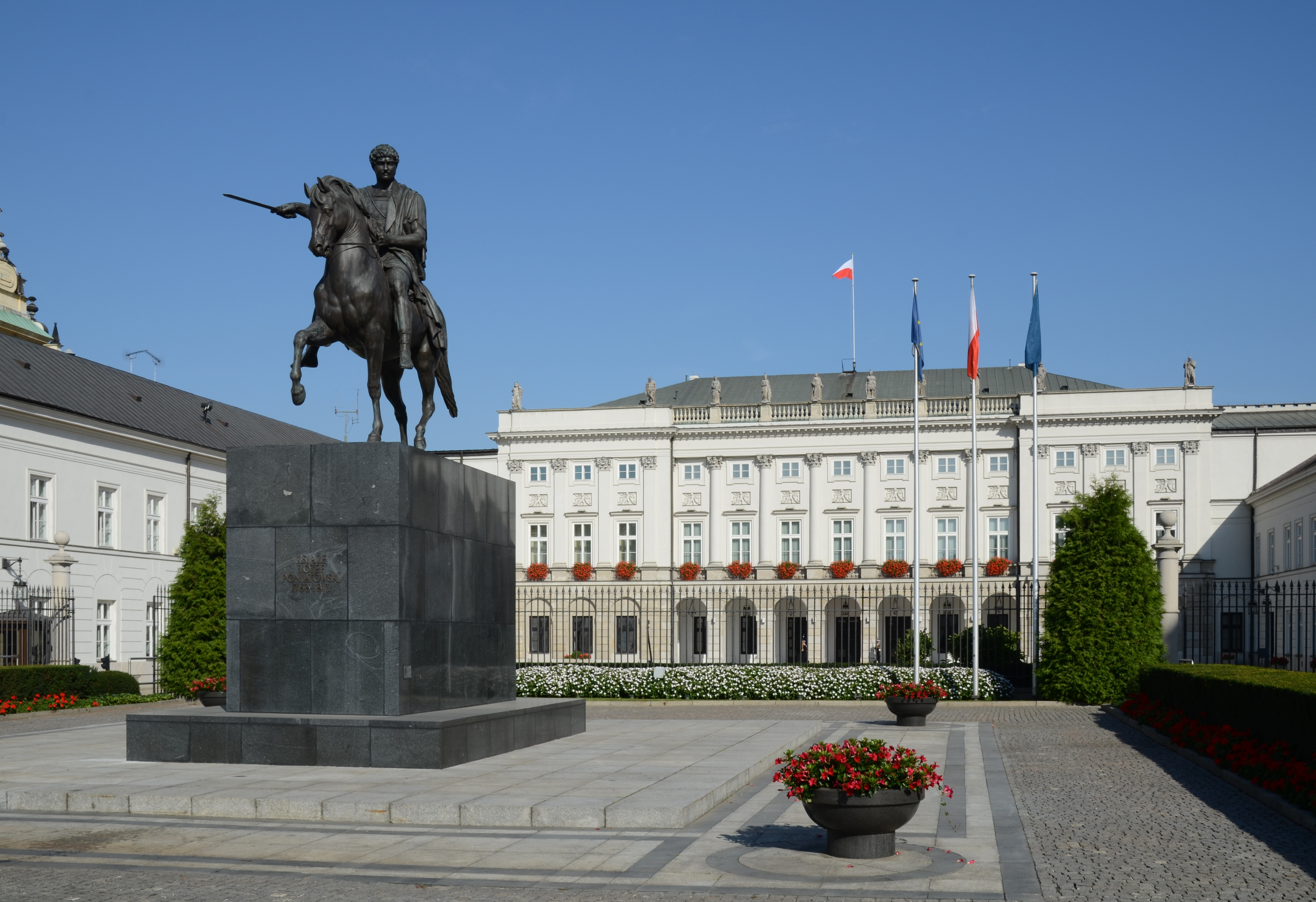
Monumento a Poniatowski frente el Palacio presidencial de Varsovia

Su cuerpo fue llevado a Polonia en 1817 y enterrado en la Loma Wawel en Cracovia, donde está al lado de Tadeusz Kościuszko y Juan III Sobieski. En 1829, se erigió un monumento hecho por Bertel Thorvaldsen. La estatua fue destruida en la Segunda Guerra Mundial, pero se colocó una nueva copia enfrente del Palacio Presidencial de Varsovia.
El culto a Poniatowski nació después de su muerte: se trata de una versión en polaco de la leyenda de Napoleón. Poniatowski se ha convertido en un símbolo para los soldados polacos que han luchado por su libertad en varios conflictos, especialmente en el Levantamiento de Noviembre. Muchos de los jefes de esta insurrección habían sido soldados de Poniatowski y siguieron el ejemplo del antiguo comandante. El Gran Ducado de Varsovia, que Napoleón creó y Poniatowski defendió, sobrevivió como en Estado residual polaco hasta que fue totalmente incorporado al Imperio ruso. Después de tanta lucha, Poniatowski es considerado como un aristócrata brillante, un guerrero y un líder, y esta imagen le dio esperanza y lustre a un país que necesitaba inspiración.